# 石部雅紀
石部 雅紀（いしべ まさき、1990年4月17日 - ）は、日本の元俳優。スターダストプロモーションに所属していた。

## 出演

### テレビドラマ
- 黄金の豚-会計検査庁 特別調査課- 第3話（2010年11月3日、日本テレビ）[1]
- JIN-仁- 第1話（2011年4月17日、TBS）[1]

### 映画
- 2年のキタガワ。

### CM
- PSP ソフルキャリバー BrokenDestiny（2009年）
- 日本マクドナルド『モーニングメガセット』「ごちそうをテイクアウト」篇（2009年）[2]
- ヤマダイ『凄麺』（2010年 - 2012年）[2]

### プロモーションビデオ
- GTP『ちゅう』（2006年9月20日）
- ナスカ『I LOVE YOU!』（2007年8月8日）